# Fernando Guerrero Guerrero
Luis Fernando Guerrero Guerrero (Riobamba, 23 de octubre de 1934 - Chambo, 7 de marzo de 2016) fue un jurista y político ecuatoriano.

## Biografía
Nació el 23 de octubre de 1934 en Riobamba, provincia de Chimborazo. Realizó sus estudios secundarios en el colegio nacional Maldonado de Riobamba y los superiores en la Universidad Central del Ecuador, donde obtuvo el título de abogado.
Empezó su prolífica carrera legal como funcionario judicial, llegando años más tarde a ser presidente del colegio de abogados de Chimborazo y ministro de la Corte Suprema de Justicia.
Fue nombrado alcalde de Riobamba durante la dictadura militar de Guillermo Rodríguez Lara, ocupando el cargo entre 1972 y 1976. También ocupó la prefectura provincial de Chimborazo.
Para las elecciones legislativas de 1986 fue elegido diputado nacional en representación de la provincia de Chimborazo por el Partido Socialista Ecuatoriano. De 1987 a 1988 se desempeñó como vicepresidente del Congreso Nacional.
Motivado por su amistad con los socialdemócratas Rodrigo Borja Cevallos y Raúl Baca Carbo pasó al partido Izquierda Democrática. Durante el gobierno de Borja ostentó los puestos de vocal del Tribunal de Garantías Constitucionales (entre 1988 y 1990) y superintendente de bancos. Sin embargo, fue destituido por el Congreso Nacional de este último cargo en septiembre de 1990 luego de que los partidos de derecha ganaran mayoría en las elecciones del mismo año.
En las elecciones legislativas de 1992 fue elegido para un nuevo periodo como diputado en representación de Chimborazo, por el partido Izquierda Democrática. También fue representante de su provincia en la Asamblea Constituyente de 1997.
Para las elecciones seccionales de 2000 fue elegido alcalde de Riobamba. Durante su periodo tuvo que hacer frente a los estragos causados por la explosión de la Brigada Galápagos, ocurrida el 20 de noviembre de 2002 y que dejó 11 muertos y centenares de heridos. Entre las obras que destacan de su alcaldía se cuenta la construcción del mercado mayorista y del centro comercial La Condamine.
Falleció el 7 de marzo de 2016 en Chambo, provincia de Chimborazo. Ante la noticia de su deceso la Asamblea Nacional realizó un minuto de silencio en su honor.